# Ghanaische Davis-Cup-Mannschaft
Die ghanaische Davis-Cup-Mannschaft ist die Tennisnationalmannschaft Ghanas, die das Land seit 1988 im Davis Cup vertritt. Organisiert wird sie durch die Ghana Tennis Association.